# Stacey Sher
Stacey M. Sher (* 1. April 1963 in New York City) ist eine US-amerikanische Filmproduzentin.

## Leben
Nachdem sie über das USC's Peter Stark Graduate Program ihren Master an der USC School of Cinema-Television machte, wurde Stacey Sher bei der Produktionsfirma Hill/Obst Productions in der Entwicklungsabteilung angestellt. Nach zwei Jahren wurde sie im Produktionsbereich Vizepräsidentin und 1991 bei Lynda Obst Productions Senior Vizepräsidentin. Gemeinsam mit Danny DeVito und Michael Shamberg produzierte sie ab 1995 Filme wie Schnappt Shorty, Matilda und Der Mondmann. Mit dem Drama Erin Brockovich wurde sie mit einer Oscarnominierung für den Besten Film bedacht.

## Filmografie (Auswahl)
Als Filmproduzentin
- 1995: Schnappt Shorty (Get Shorty)
- 1996: Matilda
- 1996: Minnesota (Feeling Minnesota)
- 1997: Gattaca
- 1998: Out of Sight
- 1998: Wachgeküßt (Living Out Loud)
- 1999: Der Mondmann (Man on the Moon)
- 2000: Erin Brockovich
- 2001: The Caveman’s Valentine
- 2001: So High (How High)
- 2003: Star Camp (Camp)
- 2004: … und dann kam Polly (Along Came Polly)
- 2005: Be Cool – Jeder ist auf der Suche nach dem nächsten großen Hit (Be Cool)
- 2005: Der verbotene Schlüssel (The Skeleton Key)
- 2006: World Trade Center
- 2007: Freedom Writers
- 2007: Reno 911!: Miami
- 2010: Ausnahmesituation (Extraordinary Measures)
- 2011: Contagion
- 2012: LOL
- 2012: Django Unchained
- 2013: Runner Runner
- 2014: Wish I Was Here
- 2014: Ruhet in Frieden – A Walk Among the Tombstones (A Walk Among the Tombstones)
- 2015: Freeheld – Jede Liebe ist gleich (Freeheld)
- 2015: Im Rausch der Sterne (Burnt)
- 2015: The Hateful Eight
- 2016: Get a Job
- 2021: Respect
- 2023: Poolman
- 2024: Heretic

## Auszeichnungen
Oscar
- 2001: Nominierung für den Besten Film mit Erin Brockovich

Locarno Film Festival
- 2024: Raimondo Rezzonico Award[3]